# Super Junior-D&E
Donghae & Eunhyuk es la quinta subunidad oficial de la banda surcoreana Super Junior, compuesta por los miembros Donghae y Eunhyuk. Fue formado por SM Entertainment en 2011, debutando con el sencillo digital "Oppa, Oppa".

## Carrera musical

### 2011-2013: Formación y Debut
El dúo lanzó su sencillo digital debut "Oppa Oppa" el 16 de diciembre de 2011. El sencillo contaba con dos canciones "Oppa Oppa" y "First Love". Realizaron su primera presentación en vivo a través del programa musical Music Bank. 
La canción "Oppa Oppa" fue presentada por primera vez a través de la gira Super Show 4 de Super Junior que se realizó el 19 de noviembre de 2011. EL video musical para la canción fue revelado el 21 de diciembre, y fue dirigido por su compañero de banda Shindong. 
El dúo lanzó la versión japonesa de Oppa Oppa el 4 de abril de 2012. El sencillo también incluyó a las canciones "Oppa Oppa" y "First Love". Oppa Oppa se posicionó en el puesto 2 de la lista diaria y semanal de Oricon, además de escalar a la posición 1 en Tower Records. 
El 19 de junio de 2013, el dúo lanzó su segundo sencillo japonés I Wanna Dance que incluyó a la canción "Love That I Need" que contó con la colaboración de Henry de Super Junior-M
El dúo lanzó su segundo sencillo coreano Still You  el 18 de diciembre de 2013. EL video musical fue filmado en Londres. El dúo presentó por primera vez la canción en vivo a través de SM Town Week: Super Junior Treasure Island que se celebró el 28 y 29 de diciembre de 2013.

### 2014–2015:Ride Me,The Beat Goes On,Presente Hiatus
El dúo lanzó su primer álbum de estudio japonés Ride Me el 26 de febrero de 2014, y adoptaron el nombre de Super Junior D&E desde entonces. El video promocional de "Motorcycle" se lanzó el 2 de febrero,. y la canción se volvió el tema de apertura del programa japonés Sukkiri.
La primera gira japonesa del dúo, llamada Super Junior-D&E The 1st Japan Tour se inició el 4 de marzo de 2014 en Nagoya, y visitaron 8 ciudades incluyendo Osaka, Hiroshima, Fukuoka, Kobe, Niigata, Budokan y Tokio. Ellos cantaron un total de 22 canciones, donde incluyeron "I Wanna Dance", "Oppa Oppa", and "BAMBINA". La gira concluyó el 10 de mayo en Budokan, y atrajeron a una audiencia total de 100 000 personas. Poco después, el dúo lanzó su tercer sencillo japonés llamado Skeleton el 6 de agosto de 2014.
El dúo lanzó su primer miniálbum coreano, The Beat Goes On, el 9 de marzo de 2015. Su primera presentación de regreso la realizaron en SMTOWN Coex Artium un día después del lanzamiento. Donghae participó en la producción del álbum junto a los productores The Underdogs, Hitchiker, NoizeBank y más. El dúo realizó su presentación televisiva el 6 de marzo de 2015, a través de Music Bank, donde interpretaron "Growing Pains" y "The Beat Goes On", y continuaron la promoción del álbum en otros programas musicales. El 24 de marzo, el dúo lanzó una edición especial de The Beat Goes On, donde incluyeron 7 canciones más: "Oppa, Oppa", "1+1=LOVE", "Still You", "Motorcycle", "Love That I Need", and "I Wanna Dance", todas ellas en lenguaje coreano.
El 1 de abril de 2015, el dúo lanzó su primer miniálbum japonés, Present, que contiene un total de 8 canciones, teniendo como tema principal a "Saturday Night". El dúo se embarcó en su segunda gira japonesa llamada Super Junior D&E The 2nd Japan Tour - Present desde el 3 al 23 de abril, visitando 4 ciudades como Saitama, Osaka, Nagoya and Fukuoka.
El dúo celebró su primera gira asiática denominada Super Junior D&E Asia Tour - Present, que empezó el 6 de junio en Taipéi y visitaron 3 ciudades: Hong Kong, Shanghái y Bangkok. El dúo lanzó su cuarto sencillo japonés titulado Let's Get It On el 30 de septiembre de 2015.
El 4 de octubre de 2015 marcó la última actividad pública del dúo antes de empezar su servicio militar obligatorio, presentándose en Gangnam K-Pop Festival.

### 2017–2018: Salida del servicio militar, comeback japonés y coreano, tour de conciertos en Japón
Eunhyuk y Donghae fueron dados de alta del servicio militar el 12 y 14 de julio de 2017, respectivamente. El dúo celebró una reunión de fanes llamada Hello Again el 23 de julio en el auditorio de la Universidad Sejong y participaron en SM TOWN Live World Tour VI que se celebró en Japón el 27 y 28 de julio.
El dúo anunció que lanzaría una canción japonesa cada mes empezando en noviembre de 2017 hasta completar un álbum de estudio que debería revelarse en algún momento de 2018. El 29 de noviembre, se lanzó la primera canción de este proyecto, titulada "Here We Are". Un mes después, el 26 de diciembre, el dúo lanzó la segunda canción llamada "You Don't Go".
El 31 e enero, se lanzó su tercera canción mensual, llamada "If You" que fue escrita y compuesta por Donghae. El 24 de febrero de 2018, se lanzó la cuarta canción mensual, llamada "Circus". El 28 de marzo de 2018 se lanzó la quinta canción mensual titulada "Lose It". El 25 de abril de 2018 se lanzó la sexta canción llamada "Can I Stay...". El 31 de mayo se lanzó la séptima canción llamada "Hot Babe".
En junio de 2018, el dúo anunció que lanzaría su segundo álbum de estudio japonés el 8 de agosto de ese mismo año y se llamará Style. El álbum contiene todas las canciones mensuales que lanzaron, e incluyeron nuevas canciones como "Sunrise" y "Polygraph".   Seguido a este lanzamiento, el dúo se embarcó en una gira japonesa llamada Super Junior D&E Japan Tour 2018 ~Style~ desde septiembre hasta noviembre de ese año.
El dúo lanzó su segundo miniálbum coreano titulado 'Bout You, con la canción principal del mismo nombre que fue compuesta por Donghae. El álbum contiene las canciones "Obsessed", "Lost" y "Victory".

### 2019-presente: DANGER y tour Asiático
El 1 de abril el dúo anunció que durante los próximos días publicarían imágenes y videos promocionales como parte de su tercer EP coreano Danger , el cual tendría una temática oscura y peligrosa, en contraste a los conceptos divertidos y alegres de sus anteriores álbumes. El 12 de abril se liberó el MV de Gloomy, la canción fue compuesta por Donghae y el video musical fue dirigido por Shindong. 
El 14 de abril salió a la venta el álbum digital y el 15 de abril salió a la venta el físico, hasta la fecha (julio de 2019) se han vendido aproximadamente 89,000 ejemplares del álbum. El 23 de abril SJ-D&E ganaron el primer lugar semanal del programa musical "The Show" con la canción Danger.
Por otra parte, el dúo tuvo su primer concierto en solitario en Corea desde su debut los días 13 y 14 de abril, contando con aproximadamente 7,000 asistentes. Eunhyuk, que anteriormente ya había dirigido las giras de conciertos del SS7 y el SS7S, también se encargó de dirigir la producción del concierto. A partir de mayo se añadieron más fechas en Malasia, Tailandia, Taiwán y Japón como parte de un nuevo tour asiático "The D&E" para promocionar Danger.
El día 13 de julio la subunidad se presentó en el Jeddah Season Festival, un importante evento musical en Arabia Saudita, compartiendo escenario con otra subunidad del grupo principal, SJ-KRY, entre otros artistas. De esta manera, el dúo se convirtió en uno de los primeros grupos de K-POP en presentarse en este país.
1 de septiembre de 2023
DongHae y EunHyuk terminan formalmente su contrato individual y como D&E con la SM Entertainment y fundan su propia compañía ODE Entertainment

## Discografía

### Álbumes
| Álbumes Coreanos  | Álbumes Coreanos | Álbumes Coreanos |
| Año               | Título           | Tipo             |
| ----------------- | ---------------- | ---------------- |
| 2015              | The Beat Goes On | Miniálbum        |
| 2018              | 'Bout You        | Miniálbum        |
| 2019              | Danger           | Miniálbum        |
| Álbumes Japoneses |                  |                  |
| 2014              | Ride Me          | Álbum de Estudio |
| 2015              | Present          | Miniálbum        |
| 2018              | Style            | Álbum de Estudio |

### Sencillos
| Sencillos Coreanos  | Sencillos Coreanos | Sencillos Coreanos |
| Año                 | Título             | Disco              |
| ------------------- | ------------------ | ------------------ |
| 2011                | Oppa, Oppa         | The Beat Goes On   |
| 2013                | Still You          | The Beat Goes On   |
| 2015                | Growing Pains      | The Beat Goes On   |
| 2018                | 'Bout You          | 'Bout You          |
| 2019                | Danger             | Danger             |
| Sencillos Japoneses |                    |                    |
| 2012                | Oppa, Oppa         | Ride Me            |
| 2013                | I Wanna Dance      | Ride Me            |
| 2014                | Motorcycle         | Ride Me            |
| 2014                | Skeleton           | Present            |
| 2015                | Saturday Night     | Present            |
| 2015                | Let's Get It On    | N/A                |
| 2015                | Winter Love        | N/A                |
| 2017                | Here We Are        | STYLE              |
| 2017                | You don't go       | STYLE              |
| 2018                | If You             | STYLE              |
| 2018                | Circus             | STYLE              |
| 2018                | Lose It            | STYLE              |
| 2018                | Can I Stay...      | STYLE              |
| 2018                | Hot Babe           | STYLE              |
| 2018                | Sunrise            | STYLE              |

## Filmografía

### Programas de Variedades
| Año  | Título                    | Canal        | Notas                         |
| ---- | ------------------------- | ------------ | ----------------------------- |
| 2018 | Let’s Eat Dinner Together | JTBC         | Episodio 79. 25 de abril.     |
| 2018 | Weekly Idol               | MBC Every1   | Episodio 368. 15 de agosto    |
| 2018 | Yoo Hee Yeol Sketchbook   | KBS          | 25 de agosto.                 |
| 2018 | Idol Master               | KBS World TV | 7 de septiembre.              |
| 2018 | Amazing Saturday          | tvN          | 8 de septiembre.              |
| 2018 | Cheongdam Keytchen        | JTBC4        | Episodio 1. 13 de septiembre. |

## Videografía
Más información: Videografía de Super Junior-Donghae & Eunhyuk

## Tours y otros eventos

#### Tours en Asia
- 2015: Super Junior D&E Asia Tour -Present-
- 2019: The D&E

#### Tours en Japón
- 2014: Super Junior D&E The 1st Japan Tour
- 2015: Super Junior D&E The 2nd Japan Tour
- 2018: Super Junior-D&E Japan Tour 2018 ~Style~

#### Presentaciones en otros eventos
- 2015: Lotte Family K-Wave Concert[31]
- 2015: Gangnam K-Pop Festival[32]
- 2017: KCON LA 2017 [33]
- 2018: Festival A-Nation 2018[34]
- 2018: K-Flow Concert in Taiwan 2018 [35]
- 2018: Maya International Music Festival[36]
- 2019: Jeddah Season Festival

#### Fanmeetings
- 2017: Hello Again
- 2022: DElight Tour